# Ghost Machine
Ghost Machine war eine Metal-Band aus Los Angeles, Kalifornien, die im Jahre 2005 gegründet wurde. Die Band bestand aus zwei Mitgliedern von Motograter, Sänger Ivan Moody (ebenfalls Sänger von Five Finger Death Punch) und Schlagzeuger Chris „Crispy“ Binns, sowie John Stevens von The Clay People.

## Geschichte
Ghost Machine wurde bei einem Treffen von Sänger Moody und Gitarrist John Stevens bei XM Radio im Jahre 2005 gegründet. Moodys Band Motograter, vorher bei Elektra Records unter Vertrag, spielte live, als John als ein Produzent des Senders, von Ivans Gesang beeindruckt, auf ihn aufmerksam wurde.
Nach vielen Aufnahmesessions, stießen Schlagzeuger Chris Binns von Motograter und Keyboarder, Programmierer und Elektronikspezialist Brett Davis zur Band. Kurze Zeit später kam auch noch Bassist Mike McLaughlin zur Band.
Die Band veröffentlichte ihr gleichnamiges Album Ghost Machine am 26. Juli 2005 unter ihrem Label Black Blood Records. Das Album wurde von Pete Murray (Lo-Pro) co-produziert und aufgebaut.
Am 21. Dezember 2005 nahm das Label Corporate Punishment Records die Band unter Vertrag.
Das zweite Album Hypersensitive wurde am 21. November 2006 veröffentlicht. Das Album enthielt zehn neue Tracks, die nicht auf dem vorherigen Album zu finden waren.
Der Song Siesta Loca ist Teil des Soundtracks zum Spielfilm Saw III.

## Musikstil
Zu den musikalischen Haupteinflüssen der Band werden Bands wie Nine Inch Nails, Tool, The Cure und Ministry genannt. Die Stücke enthalte melodische Anteile. Die Stimme von Sänger Moody wird mit der von Peter Steele verglichen.

## Diskografie
| Veröffentlichungsdatum | Titel          | Label                        |
| 26. Juli 2005          | Ghost Machine  | Black Blood Records          |
| 21. November 2006      | Hypersensitive | Corporate Punishment Records |